# ألكسندرا كونييتشنا
ألكسندرا كونييتشنا (من مواليد 13 أكتوبر 1965) ممثلة سينمائية ومسرحية بولندية فازت بجائزة الفيلم البولندي ثلاث مرات عن أدوارها في العائلة الأخيرة (2016)، وقطة مع كلب (2018)، وكوربوس كريستي (2019). تشمل مشاركتها التليفزيونية نا سبونلي (2008-)، تشخيص (2017–2018)، المعلم (2017).
عن دور زوفيا بيكسينسكا في فيلم العائلة الأخيرة (2016) حصلت على جائزة الأكاديمية البولندية لأفضل ممثلة وجائزة الدور النسائي الرائد في مهرجان غدينيا السينمائي الحادي والأربعين، حصلت على جائزة الأكاديمية البولندية لأفضل ممثلة مساعدة وجائزة دعم دور المرأة في مهرجان غدينيا السينمائي الثالث والأربعين. ثم لعبت دور ليديا في الفيلم المرشح لجائزة الأوسكار للمخرج جان كوماسا كوربوس كريستي (2019) والذي حصل كونيزنا على جائزة الأوسكار البولندية الثانية لأفضل ممثلة. حصلت على جائزة مهرجان غدينيا السينمائي الثانية لأفضل ممثلة مساعدة عن دورها في فيلم عرق(2020).

## روابط خارجية
- Aleksandra Konieczna في قاعدة بيانات الأفلام على الإنترنت